# Włodzimierz Żelechowski
Włodzimierz Żelechowski (ur.  8 czerwca 1893 w Krakowie, zm. 4 października 1954 w Katowicach) – polski poeta, prozaik, urzędnik i działacz kulturalny.

## Życiorys
Urodził się 8 czerwca 1893 roku w Krakowie. Dzieciństwo spędził na wsi, a do Krakowa powrócił gdy rozpoczął naukę w gimnazjum. W 1914 roku przez trzy miesiące pracował jako robotnik naftowy w Borysławiu, a w sierpniu tego samego roku przerwał naukę, by za przykładem ojca Kaspra wstąpić do 2 szwadronu ułanów Legionów Polskich. W lutym 1916 roku został zwolniony ze służby wojskowej, wrócił do Krakowa, a rok później zdał maturę.
Rozpoczął studia prawnicze na Wydziale Prawa Uniwersytetu Jagiellońskiego, które przerwał po dwóch latach, i studia na Akademii Handlowej w Krakowie, które ukończył. Równocześnie w 1917 roku zaczął pracę w krakowskim magistracie. Na początku 1921 roku przeniósł się do redakcji „Gońca Krakowskiego”, gdzie pracował w administracji pisma przez niespełna rok. Następnie od kwietnia do grudnia 1922 roku pracował w Kuratorium Okręgu Szkolnego w Krakowie jako sekretarz Krakowskiej Rady Szkolnej Powiatowej.
W 1923 roku przeprowadził się do Katowic, gdzie do 1939 roku pracował w różnych wydziałach tamtejszego Urzędu Wojewódzkiego. Zatrudniony był w Kuratorium Okręgu Szkolnego i w Wydziale Bezpieczeństwa Publicznego jako referent prasowy, natomiast od 1934 roku pracował także jako nauczyciel w jednej ze szkół w Mysłowicach. Od 1935 roku przez kilka miesięcy pracował w Dyrekcji Policji Państwowej w Katowicach (bądź w Dyrekcji Polskich Kolei Państwowych) jako referent dochodzeniowy, gdyż popadł w konflikt z wojewodą śląskim Michałem Grażyńskim. Wkrótce potem przeniesiono go z powrotem do Urzędu Wojewódzkiego, do archiwum Kuratorium Okręgu Szkolnego.
W latach międzywojennych zaangażował się w życie literackie miasta Katowice, a także był czynny pisarsko. Był silnie zaangażowanym członkiem powstałego w 1929 roku Koła Literatów na Śląsku oraz działał w Związku Literacko-Artystycznym. W 1929 został członkiem Związku Zawodowego Literatów Polskich. Zdzisław Hierowski uznał go za osobę, która zapoczątkowała ruch poetycki na Górnym Śląsku.
Po wybuchu II wojny światowej, we wrześniu 1939 roku uciekł wraz z żoną Janiną z Katowic. W czasie okupacji niemieckiej mieszkał najpierw w Ulanowie, a następnie w Krakowie. Po zakończeniu wojny, w 1945 roku wrócił do Katowic. Pracował w Wydziale Kultury Urzędu Wojewódzkiego w Katowicach. W 1947 roku przeszedł na emeryturę, skupiając się na pracy literackiej i społecznej. Był członkiem Polskiej Partii Socjalistycznej (od 1948 roku Polskiej Zjednoczonej Partii Robotniczej), a także Towarzystwa Przyjaźni Polsko-Radzieckiej, gdzie był przewodniczącym koła. 
Zmarł 4 października 1954 roku w Katowicach (wówczas pod nazwą Stalinogród). Pochowany został na cmentarzu przy ulicy Francuskiej.

## Twórczość

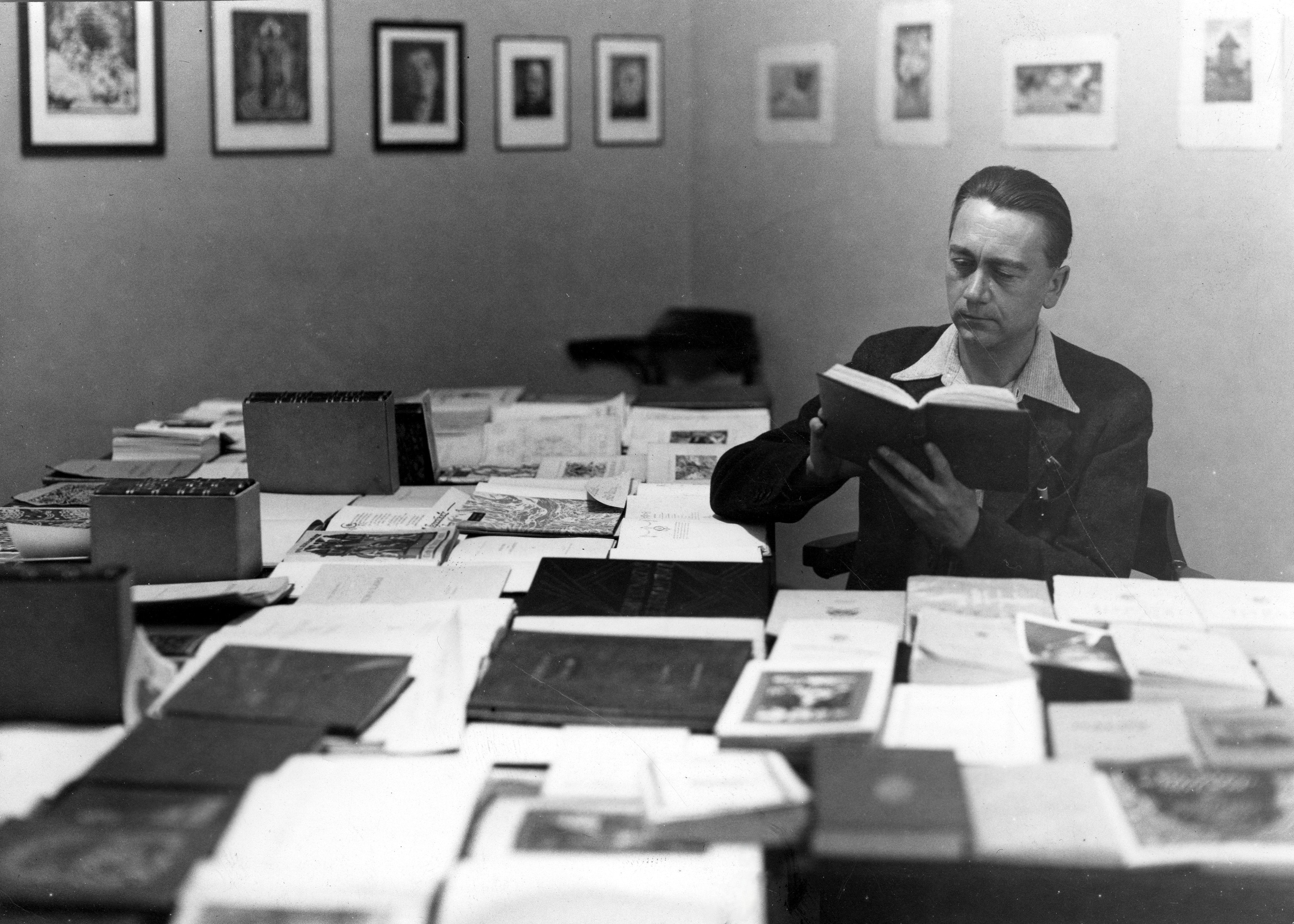
Włodzimierz Żelechowski na fotografii sytuacyjnej (przed 1939)

W młodości związany był ze środowiskiem artystyczno-literackim Krakowa i jego tradycjami. Pierwsze utwory poetyckie pisywał jeszcze w 1922 roku w Krakowie na łamach „Gońca Krakowskiego”, lecz właściwą działalność literacką zaczął po przeprowadzce na Górny Śląsk. Debiutował jako poeta w 1924 roku wierszem Kiedyż to było, ogłoszonym w dodatku do „Kuriera Wieczornego” (nr 239), a jako prozaik w 1926 roku nowelą Wizja, zamieszczoną w „Nowościach Ilustrowanych” (nr 2).
Przed II wojną światową wydał pięć tomów wierszy: Złudzenia (1926), Po drodze (1928), Struny świata (1931), W cieniu brzóz i kominów (1934) i Przygody pechowego Donżuana (1939). W trzech pierwszych tomach kontynuował refleksyjno-opisową lirykę młodopolską z charakterystycznymi dla niej konfliktami w opozycji świat-artysta, rustykalizmem i wrogim stosunkiem do miasta. Zbiór W cieniu brzóz i kominów, uznawany przez krytyków za najlepsze dokonanie autora, porusza tematykę Górnego Śląska. Przeważają w nim teksty poświęcone kopalniom i hutom, a także pojawiły się niektóre miejsca Katowic, jak lotnisko Katowice-Muchowiec czy park Tadeusza Kościuszki. Tomik ten zapowiadał pojawienie się nowych ideałów poetyckich w regionie, zrealizowanych przez następną generację pisarską – m.in. Wilhelma Szewczyka czy Jana Baranowicza.
Próbował pisać dla sceny amatorskiej, lecz z niewielkim powodzeniem. W 1937 roku w konkursie Robotniczego Instytutu Oświaty i Kultury w Katowicach otrzymał III nagrodę za jednoaktową sztukę Agitatorka, która jednak nie została wydana, ani wystawiona. W rękopisie została również wcześniejsza, trzyaktowa sztuka dla dzieci Skarbnik. Żelechowski napisał też opowieść sceniczną Śląsk jest polski, która podobnie jak poprzednie nie została ani ogłoszona drukiem, ani nie wystawiano jej na scenie.
Próbował także sił na polu prozy. Były to zbeletryzowane biografie wybitnych mieszkańców regionu: Juliusza Ligonia (Majster Ligoń), Józefa Lompy (Opowiadał nam Lompa) i Jana Dzierżonia (Książę pszczół). Wznowił je w czasach Polski Ludowej we wspólnym tomie Trzej budziciele polskości na Śląsku, wzbogaconym o życiorys Karola Miarki (Dwa dni pana Miarki).
W latach międzywojennych publikował m.in. w czasopismach „Zarania Śląskie” i „Polska Zachodnia”. W „Polsce Zachodniej” od 1926 roku regularnie publikował wiersze, felietony, recenzje oraz publicystykę. Zamierzał wydawać pismo literackie „Przegląd Literacki”, lecz ostatecznie ukazał się tylko jeden numer. Po II wojnie światowej dalej współpracował z prasą. Publikował przeważnie w „Ogniwach”, „Trybunie Robotniczej” i „Dzienniku Zachodnim”. Współpracował także z czasopismem „Odra”. Na łamach powojennych czasopism opublikował kilka opowiadań i nowel: Po długich latach, Staszek Grabiec, Wróżbita, Nieoczekiwany list czy Żywa woda. Ponadto na stronach „Gazety Robotniczej”, „Odry” i „Śląska Literackiego” uprawiał publicystykę na tematy kulturalne, a także informował o życiu kulturalnym i artystycznym międzywojennego Górnego Śląska.
Po zmianie nazwy Katowic na Stalinogród w 1953 roku napisał utwory o charakterze propagandowym – wiersze Stalinogród w nocy czy Wzgórze nad Stalinogrodem.

## Wybrane dzieła
- Włodzimierz Żelechowski, Złudzenia, Mikołów: Nakład drukarni K. Miarki, 1926, s. 62 (pol.).
- Włodzimierz Żelechowski, Po drodze, Kraków: Księgarnia S. A. Krzyżanowskiego, 1928, s. 31 (pol.).
- Włodzimierz Żelechowski, Struny świata, Warszawa: F. Hoesick, 1931, s. 51 (pol.).
- Włodzimierz Żelechowski, W cieniu brzóz i kominów. Tematy śląskie, Sosnowiec: A. Wyżykowski, 1934, s. 60 (pol.).
- Włodzimierz Żelechowski, Przygody pechowego Donżuana, Warszawa; Będzin: Chrześcijańska Drukarnia „Nakładowa”, 1939, s. 75 (pol.).
- Włodzimierz Żelechowski, Trzej budziciele polskości na Śląsku, Warszawa: Państwowe Zakłady Wydawnictw Szkolnych, 1947, s. 87 (pol.).
- Włodzimierz Żelechowski, Lato nad morzem, Katowice: Wydawnictwo „Śląsk”, 1957, s. 104 (pol.).

Źródła:

## Życie prywatne
Pochodził z rodziny krakowskiego młodopolskiego malarza Kaspra Żelechowskiego i Marii z Chodackich. 
W 1918 roku ożenił się z Janiną Zabierzewską (1894–1973), poetką. Miał syna.

## Odznaczenia
- Złoty Krzyż Zasługi (pośmiertnie)[21]